# Věra Kubíčková
Věra Kubíčková-Stivínová (16. prosince 1918, Rybná nad Zdobnicí – 16. srpna 2009) byla česká íránistka, teoretička a historička islámského výtvarného umění, překladatelka z perštiny a arabštiny.

## Život
Narodila se v rodině sochaře Leoše Kubíčka, je neteří sochaře Josefa Kubíčka.
V roce 1936 začala studovat na Obchodní akademii v Praze. Její studium přerušilo uzavření vysokých škol nacisty. Po skončení války začala studovat orientalistiku a dějiny umění na Filosofické fakultě University Karlovy. Jejími učiteli byli Jan Rypka, Felix Tauer a Jan Květ. Studium zakončila získáním titulu PhDr. v roce 1951. Od roku 1952 pracovala v Orientálním ústavu. Od roku 1960 působila jako externí pedagog perské literatury na Universitě Karlově. V roce 1972 byla donucena ústav opustit. Spolupracovala s Náprstkovým muzeem a s orientálním oddělením Národní galerie v Praze. Publikovala odborné stati a překlady od klasické perské poezie po moderní perskou literaturu. Přispívala rovněž do slovníků a encyklopedií.

## Dílo

### Odborné stati
- Kitáb - i períšán hakína qá ámího : pokus o rozbor díla, disertační práce, Praha : Universita Karlova, 1950
- Dějiny perské a tádžické literatury, editor: Jan Rypka, autoři: Otakar Klíma, Jan Rypka, Věra Kubíčková, Jiří Cejpek, Ivan Hrbek, Praha : Nakladatelství Československé akademie věd, 1956
- Persische miniaturen, Praha 1960
- Islámská laková malba, kat. výstavy Teplice 1978

### Překlady

#### Překlady z perštiny
- Bábá Táhir, zpěvák hamadánský, Praha : typ. J. Picka, 1938
- různí autoři. Rubá’iját : výbor ze starých perských mystiků. Překlad Věra Kubíčková. Praha: Symposion, 1948. 67 s. (Duše Východu; sv. 4).
- Grígórios Abulfaradž Barhebraeus: Kratochvílná vyprávění. (verše přel. Věra Stivínová), 1967
- Ahmad Nízámí Arúzí Ibn-Umar Samarqandí: Naučení korunnímu princi, aneb, Čtyři rozpravy; z perského orig. přeložila, předmluvu Básník a dvořan íránských panovníků a vysvětlivky napsala Věra Kubíčková, Praha : Odeon, 1974
- Fachruddín Gurgání: O lásce Vísy a Rámína ; Praha : Odeon, 1979
- Chvádže Šamsuddín Muhammad Háfiz: Co zbude z růží, když je slavík zradí : výbor z básní; vybrala, z perštiny přeložila, poznámku a doslov napsala Věra Kubíčková; Praha : Odeon, 1987

#### Ukázka překladu
Ty odňala jsi se mne strach z výdělků i ztrát

Já žádných trýzní světa už nemusím se bát

A jenom tebou lásko jsem jaký být si přeji

Prozradíš mi jak ti mám děkovat?
Nešét Esfahání

#### Překlady z ruštiny
- Anton Pavlovič Čechov: Platonov, Praha : Dilia, 1974[2]
- Maxim Gorkij: Letní hosté, verze Národního divadla v Praze, Praha : Národní divadlo, 1981
- Vjačeslav Kondraťjev: Dovolená za zranění : Hra ve 2 částech, Praha : Dilia, 1982
- Vjačeslav Kondraťjev: Saška, dramatizace podle stejnojmenné povídky: Sergej Kokovkin, Dilia : Praha, 1984
- Vasilij Šukšin: Besedy pod jasným měsícem : hra o dvou dějstvích; dramatizace V. Ivanov; V Praze : Dilia, 1978

#### Překlady z angličtiny
- Fereidoun M. Esfandiary: Občanský průkaz (Identity Card, 1966); přeložila a poznámku o autorovi napsala Věra Kubíčková, Praha : Odeon, 1972